# Głęboczek (Ukraina)
Głęboczek (ukr. Глибочок, Hłyboczok) – wieś na Ukrainie, w obwodzie tarnopolskim, w rejonie czortkowskim.
. W 2001 roku liczyła 1621 mieszkańców.

## Historia
W 1880 roku wieś liczyła 2057 mieszkańców, w tej liczbie 1170 rzymskich katolików. Na miejscu parafie rzymskokatolicka i greckokatolicka. We wsi także gorzelnia, młyn wodny, szkoła etatowa i kasa pożyczkowa. Największym właścicielem był książę Adam Stanisław Sapieha.
W II Rzeczypospolitej miejscowość była siedzibą gminy wiejskiej Głęboczek w powiecie borszczowskim, w województwie tarnopolskim. W 1921 roku wieś liczyła 2246 mieszkańców, w tym 1584 Polaków, 779 Ukraińców i 83 Żydów. W 1931 roku liczba mieszkańców wzrosła do 2805.
W czasie okupacji niemieckiej mieszkający tutaj Władysław Tomczyszyn wraz ze swoją matką Pauliną ukrywał Żydów. W 2000 roku Instytut Jad Waszem uhonorował ich za to tytułami Sprawiedliwych wśród Narodów Świata.
Podczas II wojny światowej wieś znacznie wyludniła się. W latach 1944–1945 nacjonaliści ukraińscy zabili 128 Polaków i 3 Ukraińców. Pozostali przy życiu Polacy ewakuowali się do Borszczowa a potem na tzw. Ziemie Odzyskane – do Kazimierza koło Prudnika i Kłodoboka koło Nysy. Z kolei spośród 443 Ukraińców powołanych do Armii Czerwonej na frontach zginęło 102.
Podczas okupacji niemieckiej w majątku ziemskim funkcjonował obóz pracy dla Żydów.